# Ebolavirus Bundibugyo
Ebolavirusul Bundibugyo sau virusul Bundibugyo (abreviat BDBV, BEBOV) este o specie de virusuri ARN ce aparține genului Ebolavirus, familia filoviride, care provoacă o boală severă la om , febra hemoragică Ebola. A fost identificat în 2007 în districtul Bundibugyo (de unde și numele virusului) din vestul Ugandei în timpul unei epidemii de febră hemoragică Ebola, care a cauzat moartea a 30 de persoane printre 116 de cazuri de îmbolnăviri, cu o rată de mortalitate de 26%.

## Istoric
Virusul Bundibugyo, a fost identificat și caracterizat în 2007 în districtul Bundibugyo din vestul Ugandei în timpul unei epidemii de febră hemoragică Ebola care a cauzat moartea a 30 de persoane printre 116 de cazuri de îmbolnăviri, cu o rată de mortalitate de 26%. În 2012 a apărut o altă epidemie cu acest virus în provincia Orientale, Republica Democrată Congo.

## Cronologia epidemiilor cu Ebolavirusul Bundibugyo
| Anul                           | Țara                      | Specia de virus Ebola   | Numărul raportat de cazuri umane | Numărul raportat de decese în rândul cazurilor | Mortalitate (%) | Observații |
| ------------------------------ | ------------------------- | ----------------------- | -------------------------------- | ---------------------------------------------- | --------------- | --- |
| Decembrie 2007 - Ianuarie 2008 | Uganda                    | Ebolavirusul Bundibugyo | 149                              | 37                                             | 25%             | Epidemia în districtul Bundibugyo din vestul Ugandei. Prima apariție raportată a unei specii noi de virus Ebola, Bundibugyo. |
| Iunie-Noiembrie 2012           | Republica Democrată Congo | Ebolavirusul Bundibugyo | 36                               | 13                                             | 36.1%           | Focar în provincia Orientaledin Republica Democrată Congo.                                                                   |